# AMI Communications
AMI Communications je PR agentura založená v roce 1995. Roku 2016 byla největší českou PR agenturou.
Společnost působí také na Slovensku (AMI Communications Slovakia, od roku 1999) a v Bulharsku (AMI Communications Bulgaria, od roku 2005). V roce 1999 AMI zahájila spolupráci s PR agenturou Edelman. AMI je také zakládajícím členem Asociace PR agentur (APRA). V žebříčku Global Top 250 PR Agency vydávaným PRovoke Media se AMI Communications v roce 2020 umístila na 214. místě.
Do skupiny AMI dále patří AMI Digital, která se zaměřuje na online komunikaci a budování značky v prostředí internetu a sociálních sítí. Vznikla v roce 2009.
Další součástí skupiny je AMI Creative, která vytváří Corporate design, firemní publikace atd. Funguje od roku 2003.

## Umístění v soutěžích
- 2011: Česká cena za PR - 1 zlatá, 1 stříbrná, 1 bronzová, jedna zvláštní cena poroty[7]

- 2012: Česká cena za PR – 4 zlaté, 1 stříbrná, 4 bronzové a absolutní vítěz (komunikace projektu Čtení pomáhá)[8]

- 2013: Česká cena za PR – 4 zlaté a 4 stříbrné medaile[9]

- 2014: Česká cena za PR – absolutní vítěz (projekt BEZKOLA.cz pro Českou pojišťovnu)[10]

- 2015: Česká cena za PR – 5 zlatých, 3 stříbrné a 2 bronzové medaile[11]

- 2015: European Excellence Awards – cena za projekt Filmový festival Febiofest – Jaké je to mít Alzheimera?[12]

- 2016: Česká cena za PR – 7 zlatých, 2 stříbrné a 2 bronzové medaile[13]

- 2016: European Excellence Awards - cena za náborovou kampaň - Řidičkou v týmu CS Cargo[14]

- 2017: Česká cena za PR - 2 zlaté a 1 bronzová[15]

- 2018: Česká cena za PR - 3 zlaté, 3 stříbrné a 3 bronzové[16]
- 2019: Česká cena za PR - 2 stříbrné a 3 bronzové[17]
- 2020: Česká cena za PR - 2 zlaté, 3 stříbrné, 4 bronzové[18]
- 2020: European Excellence Awards - vítěz v kategorii Střední Evropa - Experiment Prvok[19]